# Hípica als Jocs Olímpics d'estiu de 1928 - Salts d'obstacles individual
Els salts d'obstacles individual va ser una de les sis proves d'hípica que es van disputar als Jocs Olímpics d'Estiu de 1928, a Amsterdam. La competició es va disputar el 12 d'agost de 1928, amb la participació de 46 gents procedents de 16 nacions diferents.
La suma dels resultats individuals servien per determinar la competició per equips.

## Medallistes
| Or                      | Plata                           | Bronze                     |
| František Ventura (CSK) | Pierre Bertran de Balanda (FRA) | Charles-Gustave Kuhn (SUI) |

## Classificació final
| Pos. | Binomi                        | Binomi         | Nació          | Penalitzacions | Temps | 1r desempat | 2n desempat |
| Pos. | Genet                         | Cavall         | Nació          | Penalitzacions | Temps | 1r desempat | 2n desempat |
| ---- | ----------------------------- | -------------- | -------------- | -------------- | ----- | ----------- | ----------- |
| 1    | František Ventura             | Eliot          | Txecoslovàquia | 0,0            | 1'34" | 0           | 0           |
| 2    | Pierre Bertran de Balanda     | Papillon       | França         | 0,0            | 1'21" | 0           | 2           |
| 3    | Charles-Gustave Kuhn          | Pepita         | Suïssa         | 0,0            | 1'38" | 0           | 4           |
| 4    | Kazimierz Gzowski             | Mylord         | Polònia        | 0,0            | 1'33" | 2           |             |
| 5    | José Navarro                  | Zapatazo       | Espanya        | 0,0            | 1'36" | 2           |             |
| 6    | Karl Hansen                   | Gerold         | Suècia         | 0,0            | 1'39" | 2           |             |
| 7    | Francesco Fourquet            | Capinera       | Itàlia         | 0,0            | 1'33" | DQ          |             |
| 8    | Alphonse Gemuseus             | Lucette        | Suïssa         | 2,0            | 1'27" |             |             |
| 9    | Carl Björnstjerna             | Kornett        | Suècia         | 2,0            | 1'30" |             |             |
| 10   | José Álvarez                  | Zalamero       | Espanya        | 2,0            | 1'33" |             |             |
| 10   | Eduard Krüger                 | Donauwelle     | Alemanya       | 2,0            | 1'33" |             |             |
| 12   | Julio García                  | Revistade      | Espanya        | 2,0            | 1'37" |             |             |
| 13   | Kazimierz Szosland            | Alli           | Polònia        | 2,0            | 1'40" |             |             |
| 14   | Richard Sahla                 | Correggio      | Alemanya       | 4,0            | 1'15" |             |             |
| 15   | Luís Ferraz                   | Marco Visconti | Portugal       | 4,0            | 1'26" |             |             |
| 16   | Hélder Martins                | Avro           | Portugal       | 4,0            | 1'31" |             |             |
| 17   | Harry Chamberlin              | Nigra          | Estats Units   | 4,0            | 1'34" |             |             |
| 17   | Jacques Couderc de Fonlongue  | Valangerville  | França         | 4,0            | 1'34" |             |             |
| 19   | José de Albuquerque           | Hebraico       | Portugal       | 4,0            | 1'42" |             |             |
| 20   | Michał Antoniewicz            | Readglet       | Polònia        | 6,0            | 1'31" |             |             |
| 21   | Knut Gysler                   | Sans Peur      | Noruega        | 6,0            | 1'38" |             |             |
| 21   | Alessandro Bettoni Cazzago    | Aladino        | Itàlia         | 6,0            | 1'38" |             |             |
| 21   | Frank Carr                    | Miss America   | Estats Units   | 6,0            | 1'38" |             |             |
| 24   | Tommaso Lequio di Assaba      | Trebecco       | Itàlia         | 6,0            | 1'48" |             |             |
| 25   | Ernst Hallberg                | Loke           | Suècia         | 8,0            | 1'31" |             |             |
| 26   | Pierre Clavé                  | Le Trouvère    | França         | 8,0            | 1'33" |             |             |
| 27   | Gerard de Kruijff             | Preten         | Països Baixos  | 8,0            | 1'41" |             |             |
| 28   | Carl von Langen               | Falkner        | Alemanya       | 8,0            | 1'42" |             |             |
| 29   | Antonius Colenbrander         | Gaga           | Països Baixos  | 8,0            | 1'46" |             |             |
| 30   | Charles Labouchere            | Copain         | Països Baixos  | 10,0           | 1'44" |             |             |
| 31   | von Malanotti Lajos           | Ibolya III     | Hongria        | 12,0           | 1'28" |             |             |
| 32   | Anton Klaveness               | Barrabas       | Noruega        | 12,0           | 1'35" |             |             |
| 33   | Adolphus Roffe                | Fairfax        | Estats Units   | 12,0           | 2'04" |             |             |
| 34   | Amabrio del Villar            | Talán-Talán    | Argentina      | 12,3           | 1'49" |             |             |
| 35   | Gaston Mesmaekers             | As de Pique    | Bèlgica        | 14,0           | 1'37" |             |             |
| 36   | Bjart Ording                  | Fram I         | Noruega        | 16,0           | 1'30" |             |             |
| 37   | Pierre de Muralt              | Notas          | Suïssa         | 16,0           | 1'48" |             |             |
| 38   | Jacques Misonne               | Keepsake       | Bèlgica        | 16,0           | 2'04" |             |             |
| 39   | von Kánya Antal               | Gólya          | Hongria        | 20,0           | 1'33" |             |             |
| 40   | Raúl Antoli                   | Turbion        | Argentina      | 20,0           | 1'45" |             |             |
| 41   | Josef Rabas                   | Daghestan      | Txecoslovàquia | 22,5           | 2'14" |             |             |
| 42   | Víctor Fernández              | Silencio       | Argentina      | 26,0           | 1'27" |             |             |
| 43   | Cseh von Szent-Katolna Kálmán | Beni           | Hongria        | 30,0           | 1'56" |             |             |
| 44   | Baudouin de Brabandère        | Miss América   | Bèlgica        | 34,3           | 2'29" |             |             |
| -    | Rudolf Popler                 | Denk           | Txecoslovàquia | DNF            | DNF   |             |             |
| -    | Shigetomo Yoshida             | Kyuzan         | Japó           | DNF            | DNF   |             |             |